# Dana Ranga
Dana Ranga (* 1964 in Bukarest) ist eine rumänische Schriftstellerin.

## Leben
Dana Ranga studierte zunächst Medizin an der Universität Bukarest, später wechselte sie nach Berlin an die Freie Universität, wo sie Publizistik, Kunstgeschichte und Filmtheorie studierte und bis heute lebt.
Ihr erster Film, East Side Story, (1997) wurde 1998 auf dem Filmfestival Marseille ausgezeichnet und weltweit im Kino und Fernsehen gezeigt. Der Dokumentarfilm Story (2003) über den Astronauten Story Musgrave erhielt Preise auf den Filmfestivals in Marseille (2003), Leipzig (2003) und Houston (2004). Danach produzierte Dana Ranga Cosmonaut Polyakov (2007), ein Porträt des Rekordhalters Waleri Poljakow, das in São Paulos Filmfestival It’s All True/E Tudo Verdade 2008 als bester Dokumentarfilm ausgezeichnet wurde. Im Jahr 2009 folgte Oh, Adam, ein Film über die Folklore rund um das Sterben in einem rumänischen Dorf. I am in Space (2012), ein Film über Psychologie und Schwerelosigkeit, in dem persönliche Videoaufnahmen des französischen ESA-Astronauten Jean-François Clervoy gezeigt werden, schließt die Weltraum-Trilogie ab.
Dana Ranga schrieb außerdem zwei Hörspiele (Das Auge der Supernova, WDR 2002, und Herz, Kopf, Zahl, WDR 2005).
Sie übersetzte Lyrik und Prosa aus dem Rumänischen und Englischen ins Deutsche und veröffentlichte eigene Texte in Zeitschriften (Sinn und Form, manuskripte, Akzente, die horen u. a.). 2011 erschien Rangas Lyrikband Wasserbuch, 2016 Hauthaus im Suhrkamp Verlag und 2020 Cosmos! bei Matthes & Seitz Berlin. Im selben Verlag erschien im Frühjahr 2023 mit Stop – Die Pausen des Sisyphos ihr erster, auf Rumänisch geschriebener Gedichtband in einer Übersetzung von Ernest Wichner auf Deutsch.

## Bücher (Auswahl)
- Calendar (Lyrik). Stop-Over Press, Berlin 1993.
- Vielleicht oder nein. Lyrik. Stop-Over Press, Berlin 2001.
- Stop - din pauzele lui Sisif. Lyrik. Editura Limes, Cluj-Napoca 2005, ISBN 978-973-726-077-2 (rumänisch).
  - Stop - Die Pausen des Sisyphos. Lyrik. Aus dem Rumänischen von Ernest Wichner. Matthes & Seitz, Berlin 2023, ISBN 978-3-7518-0900-9.
- Wasserbuch. Lyrik. Suhrkamp, Berlin 2011, ISBN 978-3-518-42238-0.
- Hauthaus. Lyrik. Suhrkamp, Berlin 2016, ISBN 978-3-518-42523-7.[9]
- Cosmos! Lyrik. Matthes & Seitz, Berlin 2020, ISBN 978-3-95757-916-4.[10][11][12]

## Werke in Anthologien und Literaturzeitschriften (Auswahl)
- Ophthalmos. In: Akzente, Hanser Verlag, München 2012.
- Kardia. In: Terras 04 Berlijn, Niederlande 2013 (Rezension online)
- Enteron. In: Alfred Kolleritsch, Günter Waldorf (Hrsg.): manuskripte, Graz 2013.
- Odysseus.... In: Andrea Stift, Wolfgang Kühnelt (Hrsg.): Grazer Beislballaden, Leykam, Graz 2013.
- exodus paradoxus. In: Monika Cassel, Guernica, magazine of art & politics. Annual volume 2, New York 2015.[13]
- Beitrag in: Anja Bayer, Daniela Seel (Hrsg.): All dies hier, Majestät, ist deins - Lyrik im Anthropozän. kookbooks, Berlin 2016, ISBN 978-3-937445-80-9.
- Waterbook. In: Monika Cassel, Asymptote, 2017.[14]
- Idealisierte Heimat. In: Spiegelungen, Heft 2/17, München 2017.
- Cosmos! In: Sinn und Form, Januar/Februar, Berlin 2018.[15]
- Cosmonaut Georgi Grechko. In: Ch. Buchwald, N. Bleutge (Hrsg.): Jahrbuch der Lyrik 2018, Schöffling & Co, Frankfurt a. M., 2018.
- Cosmos! (9 Gedichte: Astronaut Michael Foale, Cosmonaut Thomas Reiter, Aberglaube etc.) In: manuskripte 220, Graz 2018.
- Beitrag in: Wolfgang Schiffer und Dinçer Güçyeter (Hrsg.): Cinema: Lyrikanthologie, Elif Verlag 2019.
- Genesis 51:26. In: Jahrbuch der Lyrik 2022, Matthias Kniep & Nadja Küchenmeister (Hrsg.), Schöffling & Co. Verlag, Frankfurt a. M., 2022.
- Genesis 52:11. In: Jahrbuch der Lyrik 2023, Matthias Kniep & Sonja vom Brocke (Hrsg.), Schöffling & Co. Verlag, Frankfurt a. M., 2023.

## Hörbuch (Auswahl)
- Mein Bukarest. Iordan Chimet, Maia Morgenstern, Mihai Oroveanu, Alexandru Beldiman, Wolfgang Koch, DLR, 1995.
- Moldau-Moldawien. Ion Stoica, Alexandru Bogdan, Svetlana Popa, Marin Delev, Suzana Popescu, DLR, 1998.
- Was Belas Welt ins wanken brachte. Julius H. Schoeps, Henryk Broder, Bela Lukacs, WDR-Kultur, 1998.
- Ein Himmel voller Löcher. Mircea Cartarescu, Ioan Es. Pop, Iordan Chimet, Simona Popescu, Caius Dobrescu, DLR, 1999.
- Wort und Weltall. Elke Erb, Story Musgrave, Donna Stonecipher, Jan Faktor, Heinz Ickstadt, DLR 2004, DLR 2020.

## Auszeichnungen
- 2008: Stipendiatin des Berliner Künstlerinnen Programm
- 2012: Lyrikdebüt des Jahres im Haus für Poesie Berlin, „Wasserbuch“
- 2012: Nominiert für den Clemens-Brentano-Preis, „Wasserbuch“
- 2012/2013: Stadtschreiberin von Graz
- 2014: Förderpreis zum Adelbert-von-Chamisso-Preis
- 2014: Peter-Suhrkamp-Stiftung, Arbeitsstipendium 2014.
- 2021: SWR-Bestenliste des Monats Februar, Platz 9 „Cosmos!“
- 2024: Nominiert für den Dresdner Lyrikpreis, "Wasserbuch", "Cosmos!" und "Genesis 51-52"
- 2024: Deutschen Literaturfonds - Stipendium für „Genesis 51–52“ (Lyrikband)